# Parafia św. Andrzeja Boboli w Bursztynowie
Parafia św. Andrzeja Boboli w Bursztynowie – parafia rzymskokatolicka w diecezji toruńskiej, w Dekanacie Radzyńskim, z siedzibą w Bursztynowie.

## Proboszczowie
- ks. kan. Józef Lewandowski
- ks, Bernard Pokojski (?–1984)
- ks. Jan Gerard Strzeczewski (1984–1986)
- ks. kan. Jerzy Karol Kalinowski (1987–2002)
- ks. kan. Roman Piask (2002–2015)
- ks. Dariusz Kajzer (2015-2023)
- ks. Krzysztof Foligowski (od 2023)

## Zasięg parafii
Do parafii należą wierni z miejscowości: Bursztynowo, Białobłoty, Kitnówko, Nowy Młyn i Rychnowo.